# I Need You For Christmas
I Need You For Christmas este cel de-al cincilea single extras de pe albumul de debut al cântăreței Inna, intitulat Hot. Piesa a fost promovată în Europa prin intermediul caselor de înregistrări Roton și Ultra Records.

## Lansări și clasamente
Lansarea cântecului „I Need You For Christmas” a avut loc la data de 12 decenbrue 2009 pe site-ul inna.ro Arhivat în 6 octombrie 2021, la Wayback Machine.. Videoclipul adiacent piesei a fost filmat pe 9 decembrie 2009. în centrul comercial AFI Palace Cotroceni din București, regizor fiind Tom Boxer.